# Lisec (Trebnje, Slovenija)
Lisec je naselje u slovenskoj Općini Trebnju. Lisec se nalazi u pokrajini Dolenjskoj i statističkoj regiji Jugoistočnoj Sloveniji. 

## Stanovništvo
Prema popisu stanovništva iz 2002. godine naselje je imalo 12 stanovnika.